# Wegweiser bei Zobbenitz
Der denkmalgeschützte Wegweiser bei Zobbenitz befindet sich in der Gemarkung von Calvörde im Landkreis Börde in Sachsen-Anhalt.

## Lage und Beschreibung
Der Wegweiser aus dem 19. Jahrhundert steht an der Kreisstraße 1140, die Calvörde mit Dorst verbindet, am Abzweig nach Zobbenitz, und besteht aus rotem Sandstein. Auf der Vierkantsäule sind die Ortsnamen (Zobbenitz, Calvörde und Dorst) mit jeweiliger Entfernung in Kilometer eingemeißelt. Der Distanzstein steht unter Denkmalschutz und ist im Denkmalverzeichnis mit der Nummer 094 30518 als Kleindenkmal erfasst.